# The Wedding Banquet
The Wedding Banquet (1993) is een film geregisseerd door Ang Lee. De film gaat over een homoseksuele Taiwanese immigrant in de Verenigde Staten, die een schijnhuwelijk sluit om op deze manier zijn traditionele ouders tevreden te stellen en zijn geaardheid voor hen te verbergen. Andere films van Ang Lee waarin homoseksualiteit een belangrijk thema is, zijn Brokeback Mountain en Taking Woodstock.
De film is genomineerd voor de Academy Award en voor een Golden Globe Award, beiden voor de beste film in een buitenlandse taal. De film won de Golden Space Needle van het Seattle International Film Festival en de Gouden Beer van het Berlin Film Festival van 1993.

## Rolverdeling
| Acteur                | Personage    |
| --------------------- | ------------ |
| Winston Chao          | Wai-Tung Gao |
| Mitchell Lichtenstein | Simon        |
| Sihung Lung           | meneer Gao   |
| Ah-Leh Gua            | mevrouw Gao  |
| May Chin              | Wei-Wei      |

## Verhaal
Wai-Tung Gao en Simon zijn een gelukkig homostel in New York. Wai-Tung is van oorsprong een immigrant uit Taiwan, terwijl Simon een autochtone Amerikaan is. Wai-Tung is echter eind 20, en zijn nog in Taiwan wonende ouders proberen hem voortdurend 'aan de vrouw' te helpen zodat er snel kleinkinderen zullen komen. Ze hebben geen idee van de werkelijke situatie, want Wai-Tung vermoedt dat zijn erg traditionele ouders waarschijnlijk niet zullen accepteren dat hij homo is, en een vriendje heeft dat ook nog eens niet eens etnisch Chinees is.
Het eerste deel van de film is dan ook kluchtig en beschrijft hoe Wai-Tung en Simon voortdurend de druk van Wai-Tungs ouders af proberen te wimpelen. Zo proberen ze, wanneer meneer en mevrouw Gao een datingbureau inhuren voor hun zoon, onmogelijke eisen te verzinnen ('een vrouwelijke Chinese operazangeres, die 5 talen spreekt en twee keer gepromoveerd is'). Uiteindelijk oppert Simon de suggestie om Wai-Tung een schijnhuwelijk te laten sluiten met een van zijn huurders, de artieste Wei-Wei. Wei-Wei kan hiermee een verblijfsvergunning krijgen, terwijl men hoopt dat Wai-Tungs ouders zullen ophouden met zeuren nu hij eindelijk getrouwd is.
Dit plan loopt mis wanneer meneer en mevrouw Gao besluiten over te vliegen vanuit Taiwan om het huwelijk bij te wonen. Wai-Tung en Wei-Wei worden gedwongen een toneelstuk op te voeren voor meneer en mevrouw Gao. Simon doet alsof hij Wai-Tungs inwonende huisbaas is.
De banale ceremonie in het stadhuis is echter naar de traditionele maatstaven van de Gao's een aanfluiting en gezichtsverlies. De ceremonie is in 5 minuten voorbij en de ambtenaar kan niet eens hun namen goed uitspreken. Mevrouw Gao vindt het vreselijk en uiteindelijk komt men er niet onderuit met het geld van meneer en mevrouw Gao een grootse bruiloft te geven.
Na deze bruiloft, waar Wai-Tung een paar glaasjes te veel heeft gedronken, verleidt Wei-Wei hem. Ze raakt zwanger, en Simon is woedend wanneer hij hiervan hoort. Bovendien is hij het 'alsof-doen' volledig beu omdat hij hierdoor nauwelijks in zijn eigen huis kan zijn omdat hij zogezegd de huisbaas is en zijn 'huurders' hun 'privacy' moet gunnen. De relatie tussen Simon en Wai-Tung komt zwaar onder druk te staan.
In een emotioneel moment vertelt Wai-Tung uiteindelijk zijn moeder de waarheid. Ze smeekt hem het niet aan zijn vader te vertellen: hij is net hersteld van een beroerte en de schok zou wellicht te veel voor hem zijn. Maar meneer Gao heeft inmiddels zelf al in de gaten hoe de vork in de steel zit. In een moment waarin hij alleen is met Simon, geeft hij hem een rode enveloppe met geld, traditioneel bestemd voor de bruid. Simon kijkt verbaasd en meneer Gao vertelt hem dat hij 'het' inderdaad weet, en hem als schoonzoon accepteert. Hij vraagt Simon dit echter geheim te houden voor alle anderen. Als de waarheid bekend was geworden had hij immers geen kleinkind gehad.
Aanvankelijk wil Wei-Wei de baby laten aborteren, maar uiteindelijk besluit ze het kind toch te houden. Ze vraagt Simon de tweede vader van het kind te zijn en op deze manier een gezin te vormen. Meneer en mevrouw Gao worden door de drie naar het vliegveld gebracht. Mevrouw Gao heeft duidelijk genegenheid voor haar schoondochter Wei-Wei opgevat, terwijl meneer Gao Simon volledig accepteert en hem warm de hand drukt (al moet hij zich nog steeds als huisbaas voordoen omdat hij immers niemand mag vertellen dat meneer Gao 'het weet'). Meneer en mevrouw Gao vliegen terug naar Taiwan terwijl Wai-Tung, Wei-Wei en Simon de draad van hun leven oppakken en zich aanpassen aan deze nieuwe situatie.